# Leninskoje (Kaliningrad)
Leninskoje (russisch Ленинское, deutsch Pokraken, 1938 bis 1945 Weidenau (Ostpr.), litauisch Pakriokiai) ist ein Ort in der Oblast Kaliningrad. Er gehört zur kommunalen Selbstverwaltungseinheit Stadtkreis Slawsk im Rajon Slawsk.

## Geographische Lage
Leninskoje liegt 13 Kilometer westlich der ehemaligen Kreisstadt Sowetsk (Tilsit) sowie acht Kilometer nordwestlich der heutigen Rajonshauptstadt Slawsk (Heinrichswalde) und ist über Nebenstraßen von Oktjabrskoje (Alt Weynothen, 1938 bis 1946 Weinoten) bzw. Schtscheglowka ((Groß) Brittanien) aus zu erreichen. Schtscheglowka ist außerdem die nächste Bahnstation und liegt an der Bahnstrecke Kaliningrad–Sowetsk (Königsberg–Tilsit). Durch Leninskoje fließt die Große Selse (russisch: Nemoninka).

## Geschichte
Das Gut Pokraken hat eine lange Vergangenheit. Das erste bekannte Dokument datiert vom 8. November 1614 und ist ein "Kaufcontract des Guhts Pokraggen dem PostwegCöllmer Christoph Makeinen zugehörig". Im Jahr 1739 wird einem Leutnant von Pilgrzim auch von Pelchrzim das kölmische Gut Alt und Neu Pokraken, 6 Huben 29 Morgen oletzkoisch verliehen. Er zahlt jährlich 94 Taler Generalhubenschoß, 47 Taler Fouragegelder, 9 Taler Servis, desgleichen 8 Taler an Zins, in Summa 158 Taler.
Das kleine einst Pokraken genannte Dorf wurde am 25. März 1874 Amtsdorf und namensgebend für einen neu errichteten Amtsbezirk. Er bestand bis 1945 und gehörte bis 1922 zum Landkreis Tilsit, danach zum Landkreis Tilsit-Ragnit im Regierungsbezirk Gumbinnen der preußischen Provinz Ostpreußen.
Am 3. Juni – amtlich bestätigt am 16. Juli – des Jahres 1938 wurde Pokraken offiziell in „Weidenau (Ostpr.)“ umbenannt. Sein Amtsbezirk wurde 1939 in „Amtsbezirk Weidenau (Ostpr.)“ umbenannt.
In Kriegsfolge kam der Ort 1945 mit dem nördlichen Ostpreußen zur Sowjetunion. Er erhielt 1947 die russische Bezeichnung „Krasnoje“ und wurde gleichzeitig dem Dorfsowjet Rschewski selski Sowet im Rajon Slawsk zugeordnet. Der Ort wurde erweitert und vor 1975 in Leninskoje umbenannt. Er gelangte in den Timirjasewski selski Sowet. Von 2008 bis 2015 gehörte Leninskoje zur Landgemeinde Timirjasewskoje selskoje posselenije und seither zum Stadtkreis Slawsk.

### Einwohnerentwicklung
| Jahr | Einwohner |
| ---- | --------- |
| 1910 | 228       |
| 1933 | 199       |
| 1939 | 196       |
| 2002 | 282       |
| 2010 | 245       |

### Amtsbezirk Pokraken/Weidenau (1874–1945)
Zwischen 1874 und 1945 bestand der Amtsbezirk Pokraken, der 1939 in „Amtsbezirk Weidenau (Ostpr.)“ umbenannt wurde und ursprünglich aus neun, zuletzt noch aus sieben Dörfern gebildet wurde:
| Name                                                  | Änderungsname 1938 bis 1946 | Russischer Name | Bemerkungen                                    |
| ----------------------------------------------------- | --------------------------- | --------------- | ---------------------------------------------- |
| Alt Jägerischken, ab 1930: Jägerischken               |                             | Pereprawa       |                                                |
| Campinnischken (Kampinnischken) ab 1928: Schanzenkrug |                             |                 |                                                |
| Jägerischken                                          | Jägershof                   |                 |                                                |
| Kallwen                                               |                             |                 | 1922 in die Stadtgemeinde Tilsit eingegliedert |
| Naudwarrischken, 1931: Naudwarischken, Adelshof       |                             | Tschistopolje   |                                                |
| Neu Jägerischken                                      | Neujägershof                |                 | 1930 nach Alt Jägerischken eingegliedert       |
| Neu Weynothen                                         | Preußenhof                  | Istok           |                                                |
| Pokraken                                              | Weidenau                    | Leninskoje      |                                                |
| Urbanteiten                                           | Urbanshof                   | Poimy           |                                                |
| ab 1925: Alt Weynothen                                | Weinoten                    | Oktjabrskoje    | bis 1925: Amtsbezirk Weynothen                 |

Am 1. Januar 1945 gehörten noch zum Amtsbezirk Weidenau: Adelshof, Jägershof, Preußenhof, Schanzenkrug, Urbanshof, Weidenau und Weinoten.

## Kirche

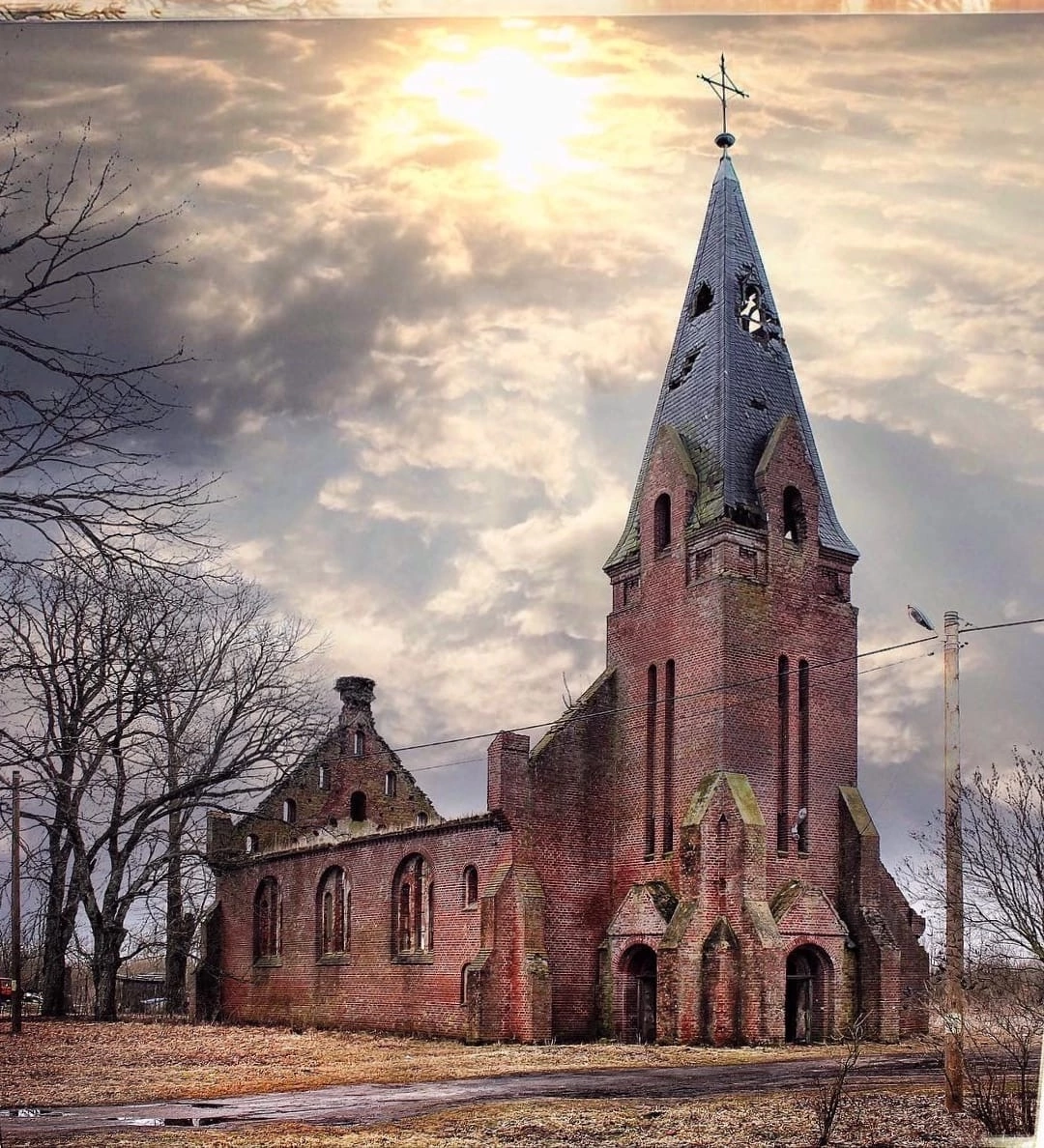
Ruine der Kirche

### Evangelische Kirche
Siehe den Hauptartikel: Kirche Pokraken

#### Kirchengebäude
Die einst evangelische Kirche Pokraken wurde in den Jahren 1894 bis 1896 mit neuromanischen Formen und spitzem Turm gebaut. Heute ist von dem Bauwerk nur noch eine Ruine vorhanden mit bedachtem Turm und freistehendem Mauerwerk des Kirchenschiffs.

#### Kirchengemeinde
Das vor 1945 19 Ortschaften zählende Kirchspiel Pokraken wurde 1891 gegründet, und bereits ab 1890 war hier ein evangelischer Pfarrer eingesetzt. Im Jahre 1925 zählte die Pfarrei 1.800 Gemeindeglieder und gehörte bis 1945 zum Kirchenkreis Tilsit-Ragnit in der Kirchenprovinz Ostpreußen der Kirche der Altpreußischen Union. Heute gehört Leninskoje zur Kirchenregion Slawsk (Heinrichswalde) innerhalb der Propstei Kaliningrad der Evangelisch-lutherischen Kirche Europäisches Russland.

### Mennoniten
Im Kirchspielort Adlig Pokraken (1938 bis 1946: Adliggrieteinen, russisch Winogradowka, heute nicht mehr existent) gab es seit 1831 eine Mennonitengemeinde. Sie nutzte einen eigenen Gebetssaal im damaligen Gutshaus.